# Nobuhiro Yamashita
Nobuhiro Yamashita (山下敦弘, Yamashita Nobuhiro, nascut el 29 d'agost de 1976) és un director de cinema japonès.

## Carrera
Nascut a la prefectura d'Aichi, Yamashita va assistir a la Universitat d'Arts d'Osaka on va treballar en Kichiku Dai Enkai de Kazuyoshi Kumakiri. La seva pel·lícula de graduació Hazy Life, va guanyar el Gran Premi Off Theatre Competition al Festival Internacional de Cinema Fantàstic de Yubari de 2000. També va guanyar el premi al millor director als 32ns Hochi Film Award el 2007 per Tennen Kokekkō i Matsugane Ransha Jiken. Sovint treballa amb el guionista Kōsuke Mukai.

## Filmografia

### Cinema
- Hazy Life (どんてん生活, Donten seikatsu) (1999)
- No One's Ark (ばかのハコ船, Baka no hakobune) (2003)
- Ramblers (リアリズムの宿, Riarizumu no yado) (2003)
- Cream Lemon (くりいむレモン, Kurîimu remon) (2004)
- Linda Linda Linda  (2005)
- Ten Nights of Dreams (ユメ十夜, Yume Jū-ya) (2006) omnibus
- Matsugane Ransha Jiken (2006)
- Tennen Kokekkō (2007)
- Mai bakku pēji (2011)
- Kueki Ressha (2012)
- Tamako in Moratorium (2013)
- La La La at Rock Bottom (2015)
- Ōbā Fensu (2016)
- Boku no Ojisan (ぼくのおじさん) (2016)
- Hardcore (ハード・コア) (2018)[4]
- Ghost Cat Anzu (2023)[5]
- One Second Ahead, One Second Behind (2023)[6]
- Let's Go Karaoke! (2024)[7]
- Swimming in a Sand Pool (2024)[8]
- Confession (2024)[9]
- Ghost Cat Anzu (2024)

### Televisió
- Midnight Diner (2009–2006)
- Modern Love Tokyo (2022, episodi 3)[10]